# Gotha Go 242
Гота Го 242 (Gotha Go 242) — военно-транспортный планёр люфтваффе, рассчитанный на 23 места.

## Описание
Машина представляет собой моноплан, сделанный из самых простых материалов, так как планёры предполагались одноразовыми, с высоко расположенным крылом и фюзеляжем простого квадратного сечения. Построен из стальных труб, покрытых тканью с водоупорной пропиткой.

## Модификации
- Go 242 A-1 - ранняя грузовая модификация
- Go 242 A-2 - ранняя пассажирская модификация
- Go 242 B-1 - грузовой со сбрасываемым шасси
- Go 242 B-2 - B-1 с улучшенным шасси
- Go 242 B-3 - пассажирская модификация B-1 с двустворчатой задней дверью
- Go 242 B-4 - пассажирский, двери от B-3 и шасси от B-2
- Go 242 B-5 - учебная модификация с дублированным управлением
- Go 242 C-1 - морская модификация, корпус по типу летающих лодок. Не применялась.

## Технические характеристики (Go 242B-3)
- Экипаж: 1 или 2 пилота
- Вместимость: до 23 человек
- Длина: 15,81 м
- Размах крыльев: 24,50 м
- Высота: 4,40 м
- Площадь крыла: 64,4 м²
- Снаряженная масса: 3200 кг

Схема планёра.

- Максимальная взлетная масса: 7100 кг
- Удлинение крыла: 16:1

## Использование
Планёры Go 242 в 1941 году были использованы для переброски десантных подразделений, также с их помощью решались задачи снабжения войск на Восточном фронте и в Северной Африке. Буксировка планеров осуществлялась самолётами Junkers Ju 52.
Они также использовались для снабжения и эвакуации войск, окружённых в котлах Советской Армией, в частности привлекались для снабжения окружённой 1-й танковой армии под Корсунь-Шевченковским. Go 242 обеспечивали эвакуацию немецких солдат из Крыма. В этих мероприятиях небыстрые и маломанёвренные машины понесли значительные потери от зенитной артиллерии и истребительной авиации.
На основе планёра был разработан транспортный самолёт Gotha Go 244.

## Галерея

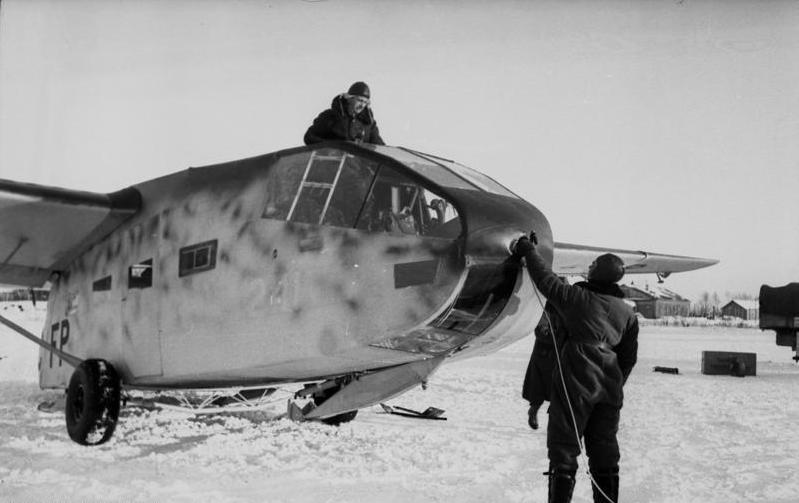
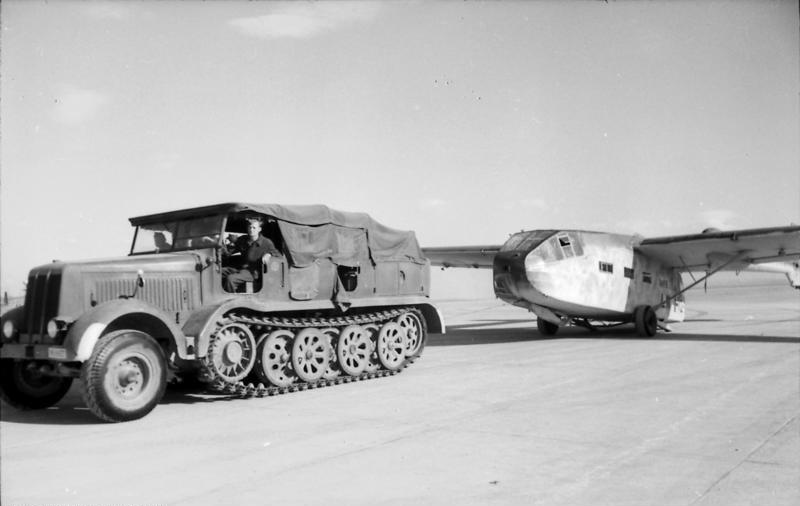
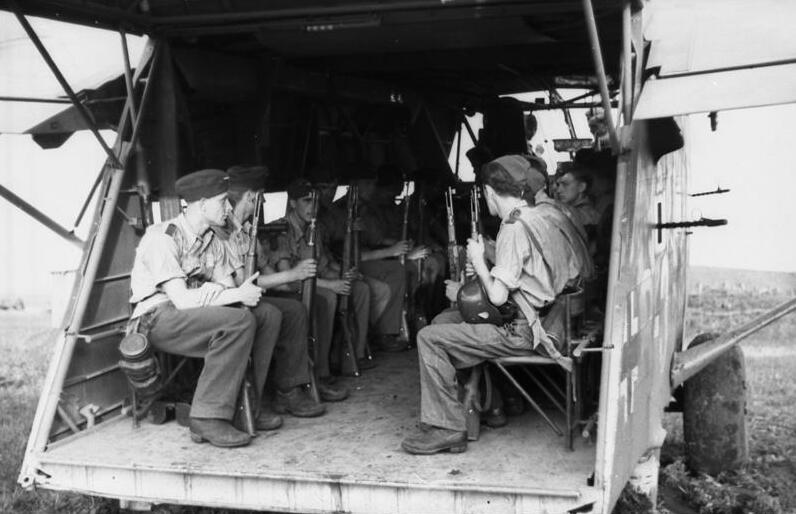
Внутри фюзеляжа. Видна трубчатая конструкция машины.